# SMOKY THRILL
「SMOKY THRILL」（スモーキー スリル）は、2011年2月9日から日本コロムビアから発売されたシングルであり、ゲーム「THE IDOLM@STER 2」の収録曲などを中心に収録されている。
収録曲のうち、「SMOKY THRILL」は、水瀬伊織・三浦あずさ・双海亜美によるユニット「竜宮小町」のデビュー曲という設定である。
また、本シングルは『THE IDOLM@STER 2』のテーマ曲に相当する「The world is all one !!」との同時リリースとなった。

## 収録曲
1. SMOKY THRILL（M@STER VERSION） [4:51] 
歌：水瀬伊織（釘宮理恵）・三浦あずさ（たかはし智秋）・双海亜美（下田麻美）
作詞・作曲・編曲：NBGI（uRy）
2. 恋するミカタ [4:00] 
歌：秋月律子（若林直美）
作詞：yura、作曲・編曲：ファンキー末吉、編曲：佐藤ノリチカ
3. トーク 01 [9:43]
4. チクタク [5:46] 
歌：星井美希（長谷川明子）・萩原雪歩（浅倉杏美）・高槻やよい（仁後真耶子）
作詞：白瀬彩、作曲・編曲：Asu、編曲：関淳二郎
5. トーク 02 [5:46]
6. SMOKY THRILL（M@STER VERSION） オリジナル・カラオケ [4:52]
作詞・作曲・編曲：NBGI（uRy）
7. 恋するミカタ　オリジナル・カラオケ [4:01]
作詞：yura、作曲・編曲：ファンキー末吉、編曲：佐藤ノリチカ

## 収録作品
| 作品名               | 発売日・実装日 | 注    |
| -------------------- | -------------- | ----- |
| 太鼓の達人Wii 決定版 | 2011年11月23日 | [ 5 ] |

## 収録アルバム
| 曲名                           | アルバム                                                          | 発売日         | 備考                              |
| ------------------------------ | ----------------------------------------------------------------- | -------------- | --------------------------------- |
| SMOKY THRILL（M@STER VERSION） | 『THE IDOLM@STER ANIM@TION MASTER 03』                            | 2011年10月5日  | テレビアニメ版2ndサウンドトラック |
| SMOKY THRILL（M@STER VERSION） | 『THE IDOLM@STER 765PRO ALLSTARS+ GRE@TEST BEST! -COOL&BITTER!-』 | 2013年11月20日 |                                   |

## 評価
CDジャーナルでのレビューにおいて、「SMOKY THRILL」は「ディスコティックなファンキー・ビートとキュートなヴォーカルを組み合わせた賑やかなハイパー・チューン。」と評されている。